# Rotenturm an der Pinka
Rotenturm an der Pinka (węg. Vasvörösvár, burg.-chorw. Verešvar) – gmina targowa w Austrii, w kraju związkowym Burgenland, w powiecie Oberwart. 1 stycznia 2014 liczyła 1440 mieszkańców.

## Geografia
Podział gminy
Obszar gminy obejmuje następujące trzy miejscowości (w nawiasach liczba mieszkańców 31.10.2011):
- Rotenturm an der Pinka (946)
- Siget in der Wart (283) (węg. Őrisziget)
- Spitzzicken (200) (chorw. Hrvatski Cikljin)

W skład gminy wchodzą obręby ewidencyjne  Rotenturm an der Pinka, Siget in der Wart i Spitzzicken. Gmina należy do powiatu Oberwart.